# Bernat Riutort Serra
Bernat Riutort Serra (Palma, 1953), és un professor de filosofia i assagista mallorquí.
Durant la seva joventut va destacar com a dirigent estudiantil als comites de curs de l'Extensió Universitaria de Palma de la Universitat de Barcelona, participant en moviments com la vaga estudiantil del 1972. En aquest període forma part de l'organització Bandera Roja, prenent part de l'organització junt a altres militants illencs destacats com Antoni Tarabini i Celestí Alomar.
Després d'estudiar a la Facultat de Filosofia i Lletres de Palma, va ser professors a la Universitat de les Illes Balears i investigador principal, juntament amb Joaquín Valdivielso, del grup de recerca Filosofia pràctica, de la mateixa Universitat, un grup que va ser creat el 1993 pel desaparegut professor Albert Saoner, de qui Riutort es considera deixeble.
És autor de diversos llibres: La gran ofensiva, poder y economía (Icaria, 2014), Alberto Saoner. Historia de Ética y Filosofía Política (UIB, 2004) i Razón política, globalización y modernidad compleja (El Viejo Topo, 2001). També ha participat com a editor a les obres col·lectives Indagaciones sobre la ciudadanía (Icaria, 2007) i Conflictos bélicos y nuevo orden mundial (Icaria, 2003), entre d'altres. Les seves línies d'investigació se centren en estudiar els efectes socioambientals de la globalització i de la crisi econòmica actual, així com les transformacions socials contemporànies i els seus problemes. També s'ha interessat per pensar la crisi de la modernitat i les transformacions que han experimentat les principals categories filosòfiques i polítiques modernes, ha indagat especialment en el sentit de les noves concepcions de la política, la ciutadania i la democràcia i els contrapoders al nou ordre mundial; aplicant a tots aquests temes un enfocament interdisciplinari i crític, basat sobretot en pensadors postmarxistes.
Riutort és autor de diversos llibres: La gran ofensiva, poder y economía (Icaria, 2014), Alberto Saoner. Historia de Ética y Filosofía Política (UIB, 2004) i Razón política, globalización y modernidad compleja (El Viejo Topo, 2001). També ha participat com a editor a les obres col·lectives Indagaciones sobre la ciudadanía (Icaria, 2007) i Conflictos bélicos y nuevo orden mundial (Icaria, 2003), entre d'altres. Les seves línies d'investigació se centren en estudiar els efectes socioambientals de la globalització i de la crisi econòmica actual, així com les transformacions socials contemporànies i els seus problemes. També s'ha interessat per pensar la crisi de la modernitat i les transformacions que han experimentat les principals categories filosòfiques i polítiques modernes, ha indagat especialment en el sentit de les noves concepcions de la política, la ciutadania i la democràcia i els contrapoders al nou ordre mundial; aplicant a tots aquests temes un enfocament interdisciplinari i crític, basat sobretot en pensadors postmarxistes.